# Oppidum van Jastres
Het Oppidum van Jastres is een Gallo-Romeinse oppidum (versterking) gelegen op de heuvel Jastres, in de gemeente Lussas in het Franse departement Ardèche.
Het oppidum van Jastres was de eerste hoofdplaats van de Helvii, een Gallische stam.
Het oppidum kijkt uit over de vallei van de Ardèche en bestaat feitelijk uit twee delen: het Oppidium de Jastres-Nord met de versterkte muur en het Oppidum de Jastres-Sud, ook Camp de César genoemd.